# Ceratophysella paraliguladorsi
Ceratophysella paraliguladorsi är en urinsektsart som beskrevs av Nguyen 200. Ceratophysella paraliguladorsi ingår i släktet Ceratophysella och familjen Hypogastruridae. Inga underarter finns listade i Catalogue of Life.